# Zacatón

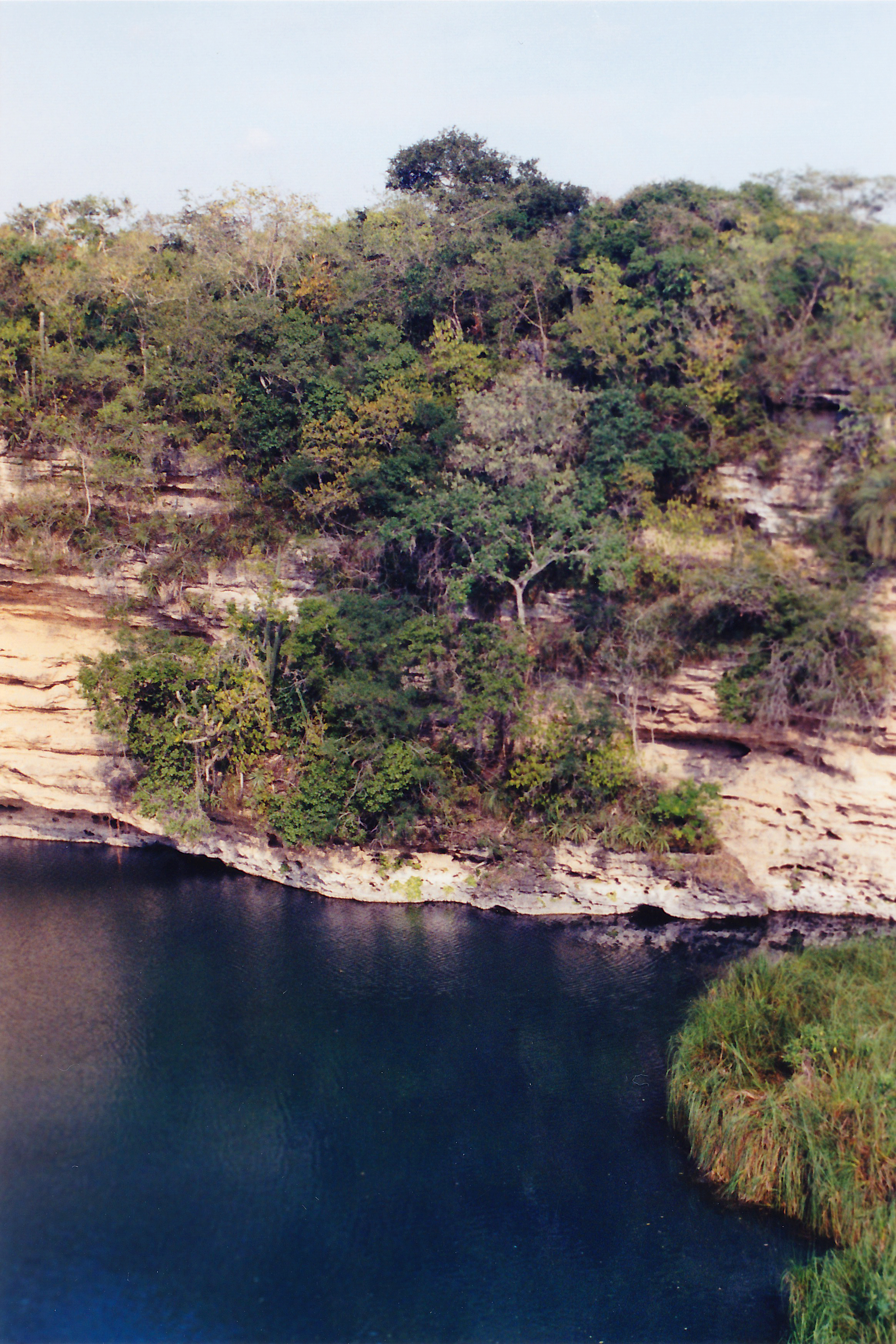

Le Zacatón est un cénote qui fait partie d'un groupe de cinq cénotes interconnectés situés au nord-est de l'État de Tamaulipas au Mexique, dans la municipalité d'Aldama.
Il est le quatrième plus profond puits noyé au monde en 2017 avec une profondeur totale de 339 mètres. 
Son nom vient des petites îles flottantes constituées de l'herbe zacate et qui parsème sa surface et qui bouge selon le vent.

## Explorations et découvertes
Un projet de la NASA nommé DEPTHX a utilisé un robot autonome qui a permis d'évaluer la profondeur du cénote.
Six nouvelles espèce de bactéries ont été retrouvées sur les rochers entourant la surface de ce cénote.

### Records de plongée
Le site est un important lieu de plongée. Ainsi, le docteur Ann Kristovich y battit le record mondial de plongée à 554 pieds (169 mètres) en 1993.
Le 6 avril 1994, le plongeur-explorateur Jim Bowden (en) et le pionnier de la plongée dans les grottes Sheck Exley (en) ont plongé le Zacatón dans le but d'en atteindre le fond. Bowden battit de nouveau le record du monde masculin de plongée avec la profondeur de 925 pieds (282 mètres) ; mais Exley mourut probablement du syndrome des profondeurs entre 879 et 906 pieds (268 et 276 mètres).